# HispanTV
HispanTV è un canale televisivo iraniano appartenente all'IRIB (la radiotelevisione pubblica iraniana) che trasmette in lingua spagnola.
Questo canale, creato il 21 dicembre 2011 per rafforzare i legami del governo iraniano con i paesi dell'America Latina, trasmette notiziari, film e programmi di carattere politico.